# Shiotsuki Tōho
|  | Dieser Artikel wurde auf der Qualitätssicherungsseite des Projekts Bildende Kunst eingetragen. Die Mitarbeiter der QS-Bildende Kunst arbeiten daran, die Qualität der Artikel aus dem Themengebiet Kunst auf ein besseres Niveau zu bringen. Bitte hilf mit, die Mängel dieses Artikels zu beheben und beteilige Dich an der Diskussion. |

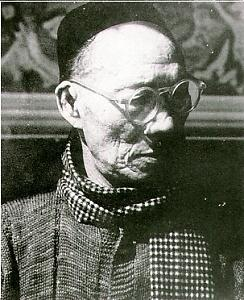
Shiotsuki Tōho

Shiotsuki Tōho (japanisch 塩月 桃甫; * 27. Februar 1886 in Sanzai (三財村) in der Präfektur Miyazaki; † 30. Januar 1954 in der Präfektur Miyazaki) war ein japanischer Maler im westlichen Stil (Yōga).

## Leben und Wirken
Shiotsuki Tōho, geboren als Nagano Zenkichi (永野 善吉), wurde nach seinem Abschluss an der Lehrerbildungsanstalt der Präfektur Miyazaki (宮崎県師範学校, Miyazaki-ken shihan gakkō) im Alter von 23 Jahren Schwiegersohn einer Familie Shiotsuki und übernahm, in Japan nicht unüblich, deren Namen. Im selben Jahr bildete er sich im Kunstfach für Lehrer (師範科, Shihan-ka) an der „Tōkyō bijutsu gakkō“ (東京美術学校), einer der Vorläufereinrichtungen der heutigen Universität der Künste Tokio, weiter. Nach seinem Abschluss übte er 11 Jahre lang eine Lehrtätigkeit in Osaka und Matsuyama aus und konnte 1916 ein Bild auf der staatlichen Ausstellungsreihe „Mombushō bijutsu tenrankai“ (文部省美術展覧会) zeigen. Er zog 1921 im Alter von 35 Jahren nach Taiwan, wo er bis zum Ende des Pazifikkrieges blieb, und hat während dieser Zeit dort viel zur Förderung und Modernisierung der Kunst beigetragen. So organisierte er u. a. die „Taiwan-Generalgouverneurs-Kunstausstellung“ (台湾総督美術展覧会, Taiwan sōtoku bijutsu tenrankai), abgekürzt „Taiten“ (台展).
1946 kehrte Shiotsuki ohne Hab und Gut nach Japan zurück. Doch selbst in den Wirren der Niederlage und des Hungers erhielt er sich seine Kreativität und schuf viele neue Werke mit schweren Farben, die an Rouault erinnern, und die ihn als fauvistisches Genie bekannt machten. Daneben beherrscht er auch Tuschmalerei, wobei er die Künstlernamen Mokuchō (木兆) und Chisen (痴銭) benutzte. Außerdem leistete er als Dozent an der Universität Miyazaki einen Beitrag zur Kunstwelt von Miyazaki. 1952 wurde er mit dem Kulturpreis der Präfektur Miyazaki (宮崎県文化賞, Miyazaki-ken bunka-shō) ausgezeichnet.
Shiotsuki starb Anfang 1954 plötzlich an einer Herzklappenerkrankung. Das unvollendete Bild „Rafu“ (裸婦) – „Weiblicher Akt“, das er im Jahr vor seinem Tod begonnen hatte, wird im Kunstmuseum der Präfektur Miyazaki (宮崎県立美術館, Miyazaki kenritsu bijutsukan) aufbewahrt.
Über Shiotsuki wurde ein Dokumentarfilm anlässlich der hundertsten Wiederkehr seiner Ausreise nach Taiwan gedreht.

## Bilder

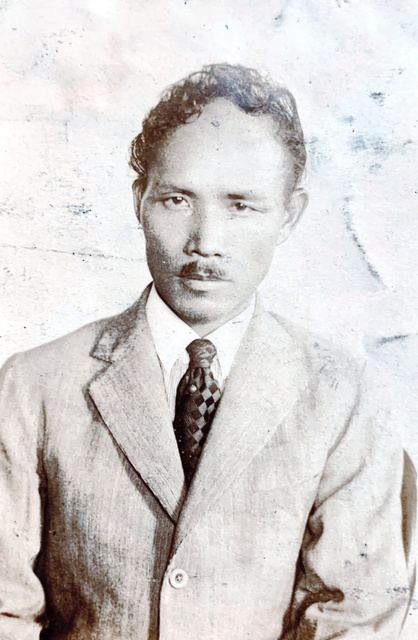
Shiotsuki Tōho
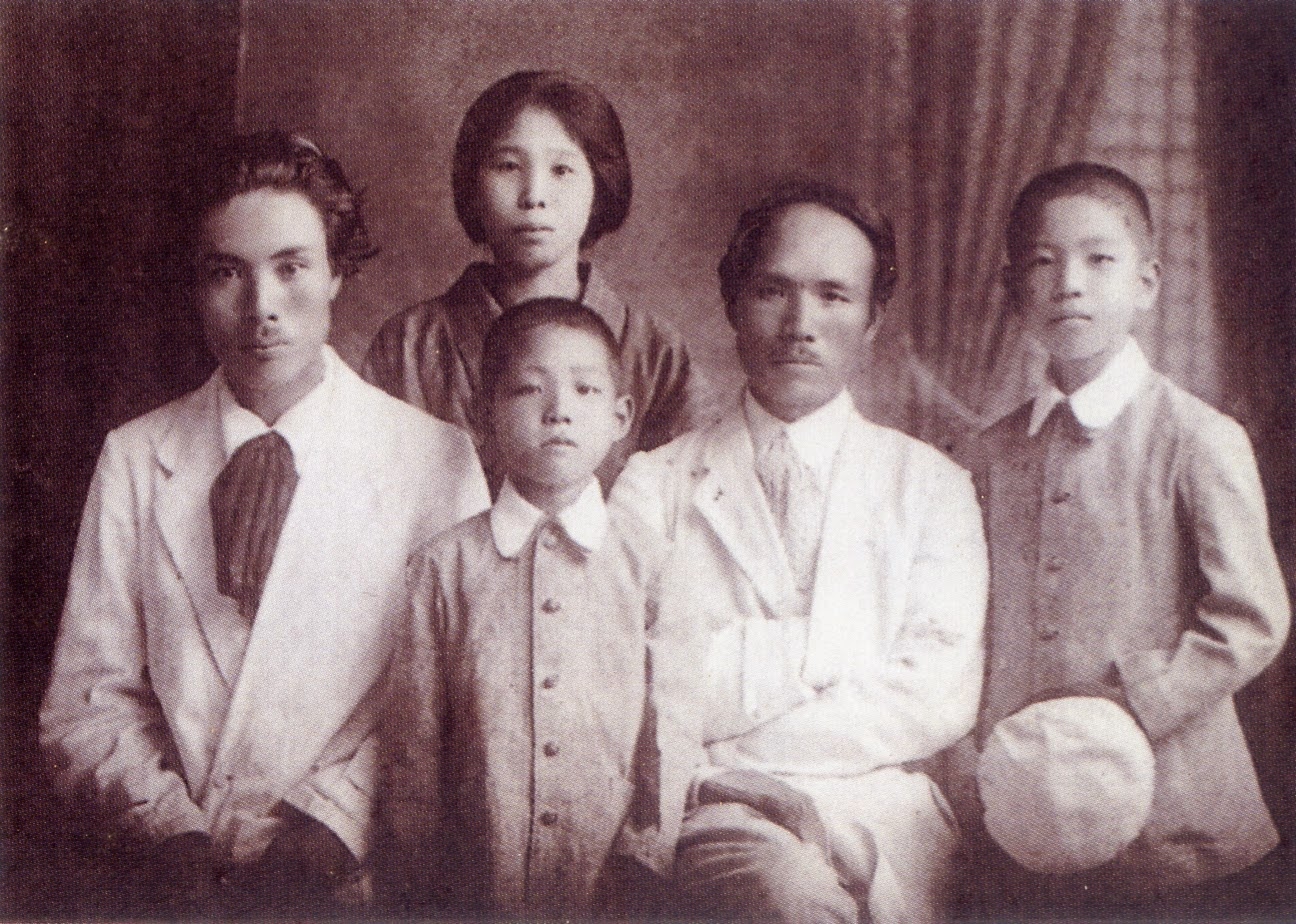
Shiotsuki Tōhos Familie